# Brian Horrocks
Brian Gwynne Horrocks (Ranikhet (Brits-Indië), 7 september 1895 – Chichester, 4 januari 1985) was een Brits legerofficier. 

## Eerste jaren en Eerste Wereldoorlog
Horrocks was de zoon van kolonel William Horrocks, een dokter bij de Royal Army Medical Corps. Na les gehad te hebben aan de Uppingham School, ging hij in 1913 aan de Royal Military College, Sandhurst studeren. 
Op 8 augustus 1914 werd Horrocks als een tweede luitenant toegevoegd aan het 1ste Bataljon van het Middlesex Regiment. Horrocks maakte deel uit van de British Expeditionary Force en nam deel aan de Slag om Mons. Tijdens de Slag om Armentières werd zijn peloton omsingeld. Horrocks raakte gewond en werd krijgsgevangen genomen. Nadat hij in een militair ziekenhuis had gelegen, werd Horrocks verhoord door de Duitsers en naar een krijgsgevangenkamp gebracht. Op 18 december 1914 werd hij in krijgsgevangenschap bevorderd tot luitenant. Hij ondernam vele vluchtpogingen en raakte eens maar 460 meter van de Nederlandse grens, maar werd telkens opgepakt. Hij werd in een gevangenenkamp voor Russische officieren geplaatst, omdat de vreemde taal hem het ontsnappen bemoeilijkt, maar Horrocks leerde de Russische taal. Zijn verzet in gevangenschap leverde hem in 1920 de Military Cross op.

## Interbellum
Na zijn gevangenschap werd Horrocks in 1919 als deel van de geallieerde interventiemacht naar Rusland gestuurd waar hij op 19 april 1919 landde bij Vladivostok. Hij nam in Rusland deel aan de Russische Burgeroorlog. Hij werd door het Rode Leger gevangengenomen en zeven maanden vastgehouden. Tijdens de Olympische Zomerspelen van 1924 nam hij deel aan de moderne vijfkamp. 
Hij bekleedde daarna diverse functies in het Britse leger. Hij was adjudant van het 9de Bataljon, Middlesex Regiment van de Territorial Army (1925-1930), student aan het Staff College in Camberley (1931-1932), Staff captain bij het War Office (1934-1936), brigademajoor bij de 5th Infantry Brigade (1936-1938) en instructeur op het Staff College. In 1936 werd hij bevorderd tot majoor en in 1937 tot brevet luitenant-kolonel.

## Tweede Wereldoorlog

### Frankrijk en Groot-Brittannië
Bij de uitbraak van de Tweede Wereldoorlog werkte Horrocks als instructeur bij het Staff College. In december 1939 werd hij bevorderd tot luitenant-kolonel. In mei 1940 werd hij gestationeerd in Frankrijk om het bevel te voeren over het 2e Bataljon van het Middlesex Regiment. Hij en zijn bataljon trokken zich terug naar Duinkerke en na 17 dagen werd hij bevorderd tot brigadier en kreeg hij het bevel over de 11th Brigade. Na terugkeer in Groot-Brittannië kreeg Horrocks het bevel over de 9th Brigade om Groot-Brittannië tegen een mogelijke Duitse invasie te verdedigen. Na een korte periode gediend te hebben als brigadier General Staff bij de Western Command kreeg hij op 25 juni 1941 het bevel over de 44e (Home Counties) Infanteriedivisie. 
In 1942 kreeg Horrocks het commando over de nieuw gevormde 9e Pantserdivisie en op 27 juni 1942 werd hij bevorderd tot tijdelijk generaal-majoor.  Hij werd bevorderd tot uitvoerend luitenant-generaal en naar Egypte gezonden om daar het bevel te voeren over het13e Legerkorps onder Bernard Montgomery.

### Noord-Afrika
Bij aankomst in Noord-Afrika nam het korps van Horrocks deel aan de Slag bij Alam el Halfa. Hij moest daar de heuvels verdedigen tegen een mogelijke aanval van het Duitse Afrikakorps. Daarna nam hij deel aan de Tweede Slag bij El Alamein en kreeg hij het bevel van Montgomery om Erwin Rommel, bevelhebber van het Afrika Korps, terug te drijven. 
Horrocks kreeg het aanbod om het bevel over het 10e Legerkorps te voeren, maar hij weigerde omdat hij geloofde dat luitenant-generaal Herbert Lumsden meer geschikt was voor die rol. Hij bleef het bevel voeren over het 13e Legerkorps en kreeg de opdracht om in het zuiden een schijnaanval uit te voeren op de As-verdedigingen terwijl de hoofdaanval in het noorden door het 30e Legerkorps en het 10e Legerkorps zouden worden uitgevoerd. De aanvallen van het 13e Legerkorps werden door Montgomery beperkt tot kleinschalige aanvallen. Na El Alamein werd het 13e Legerkorps in reserve geplaatst. Maar in december 1942 kreeg Horrocks alsnog het bevel over het 10e Legerkorps, na het ontslag van Lumsden vanwege diens slechte functioneren tijdens de slag. Horrocks werd op 31 december 1942 benoemd tot Lid in de Orde van Voorname Dienst (DSO).
Na de val van Tripoli in januari 1943 trokken de As-eenheden zich terug achter de Mareth Linie in Tunesië. Horrocks moest als onder onderdeel van Operatie Supercharge die linie zien te doorbreken. Door het uitvoeren van flankmanoeuvres wist Horrocks de Mareth Linie te doorbreken en de asmogendheden tot terugtrekking te dwingen. Drie Italiaanse divisies werden hierbij vernietigd en drie Duitse divisies werden verzwakt. Horrocks werd hierna overgeplaatst naar het Eerste Leger om het bevel over te nemen  over het 9e Legerkorps. Hij leidde dat korps tijdens het laatste geallieerde offensief in Tunesië van april tot mei 1943. Voor zijn verdiensten werd hij op 5 augustus 1942 benoemd tot Lid in de Orde van het Bad. Hij werd ook bevorderd tot tijdelijk luitenant-generaal en definitief tot generaal-majoor.
In juni 1943 raakte Horrocks ernstig gewond door luchtaanvallen op Bizerte. Hij onderging vijf operaties en moest 14 maanden revalideren.

### Europa
Het duurde een jaar voordat Horrocks zich enigszins herstelde en weer vroeg om commando te voeren over een korps. Hij werd in augustus 1944 hersteld in zijn rang van luitenant-generaal en werd naar Frankrijk gezonden om daar het commando over het 30e Legerkorps over te nemen tijdens gevechten om de Zak van Falaise. Horrocks leidde de snelle opmars van het 30e Legerkorps door België, waarbij eerst Brussel en daarna Antwerpen werden bevrijd. Nadat de stad en de haven op 4 september 1944 in handen van de 11e Pantserdivisie waren gevallen, beval Montgomery het 30e Legerkorps aan het Albertkanaal halt te houden. De taak om de Duitse linie te doorbreken die van Antwerpen naar de monding van de Schelde liep, werd overgelaten aan het Canadese Eerste Leger, wat resulteerde in de Slag om de Schelde. Midden september 1944 werd het gevechtsterrein van het 30e Legerkorps verlegd. 
Veldmaarschalk Montgomery kwam toen met zijn ambitieuze Operatie Market Garden. Het 30e legerkorps onder Horrocks moest de grondaanval leidden en moest oprukken door een corridor om binnen vier dagen zich aan te sluiten bij de Britse 1e Luchtlandingsdivisie in Arnhem. Het lukte het 30e Legerkorps echter niet om Arnhem te bereiken en tegen 21 september was driekwart van de luchtlandingsdivisie vernietigd of gevangengenomen. 
Aan het begin van 1945 nam het 30e Legerkorps deel aan Operatie Veritable waarbij het Duitse leger uiteindelijk terug werd verdreven over de rivier de Rijn. Voor een korte periode had het 30e Legerkorps negen divisies onder zijn commando. Voor de operatie accepteerde Horrocks het aanbod van Bomber Command om de Duitse stad Kleef te bombarderen om zo de oprukkende 15e (Schotse) Infanteriedivisie bij te staan. Operatie Vertitable was een succes en op 9 februari 1945 wist het 30e Legerkorps door de Westwall te breken en Duitsland binnen te rukken. Op 26 april 1945 viel Bremen in hun handen en rukten ze op richting Cuxhaven. 
Horrocks ontving voor zijn verdiensten in Noordwest-Europa diverse onderscheidingen.  Hij werd op 5 juli 1945 benoemd tot Ridder Commandeur in de Orde van het Britse Rijk. België onderscheidde hem met het Grootkruis in de Kroonorde en met het Oorlogskruis, Frankrijk verleende hem de Croix de Guerre 1939-1945 en benoemde hem tot Commandeur in het Legioen van Eer, Nederland benoemde hem tot Ridder Grootkruis  in de Orde van Oranje-Nassau, Griekenland tot Commandeur van de Orde van George I en de Verenigde Staten verleende hem de Legioen van Verdienste.

## Na de Tweede Wereldoorlog
Horrocks bleef na de oorlog bij de gewapende strijdmacht dienen en werd in 1946 met de rang van luitenant-generaal benoemd tot General Officer Commanding-in-Chief van Western Command. Hij voerde korte tijd het bevel over de British Army of the Rhine en bleef dat tot 1949 doen.  In 1949 werd Horrocks onderscheiden met de benoeming tot Ridder Commandeur in de Orde van het Bad en diende als Honorary Colonel bij het Territorial Army die een onderdeel was van de Royal Artillery. Hij werd ook in 1949 benoemd tot Gentleman Usher of the Black Rod, een post die traditioneel wordt bekleed door teruggetrokken officieren en deze benoeming werd in 1952 bevestigd. Horrocks behield de post in de Black Rod tot 1963. Horrocks stierf op 4 januari 1985 op 89-jarige leeftijd.

Generaal-majoor Horrocks commandant van het 9e Pantserdivisie, tijdens een oefening, 18 juli 1942.

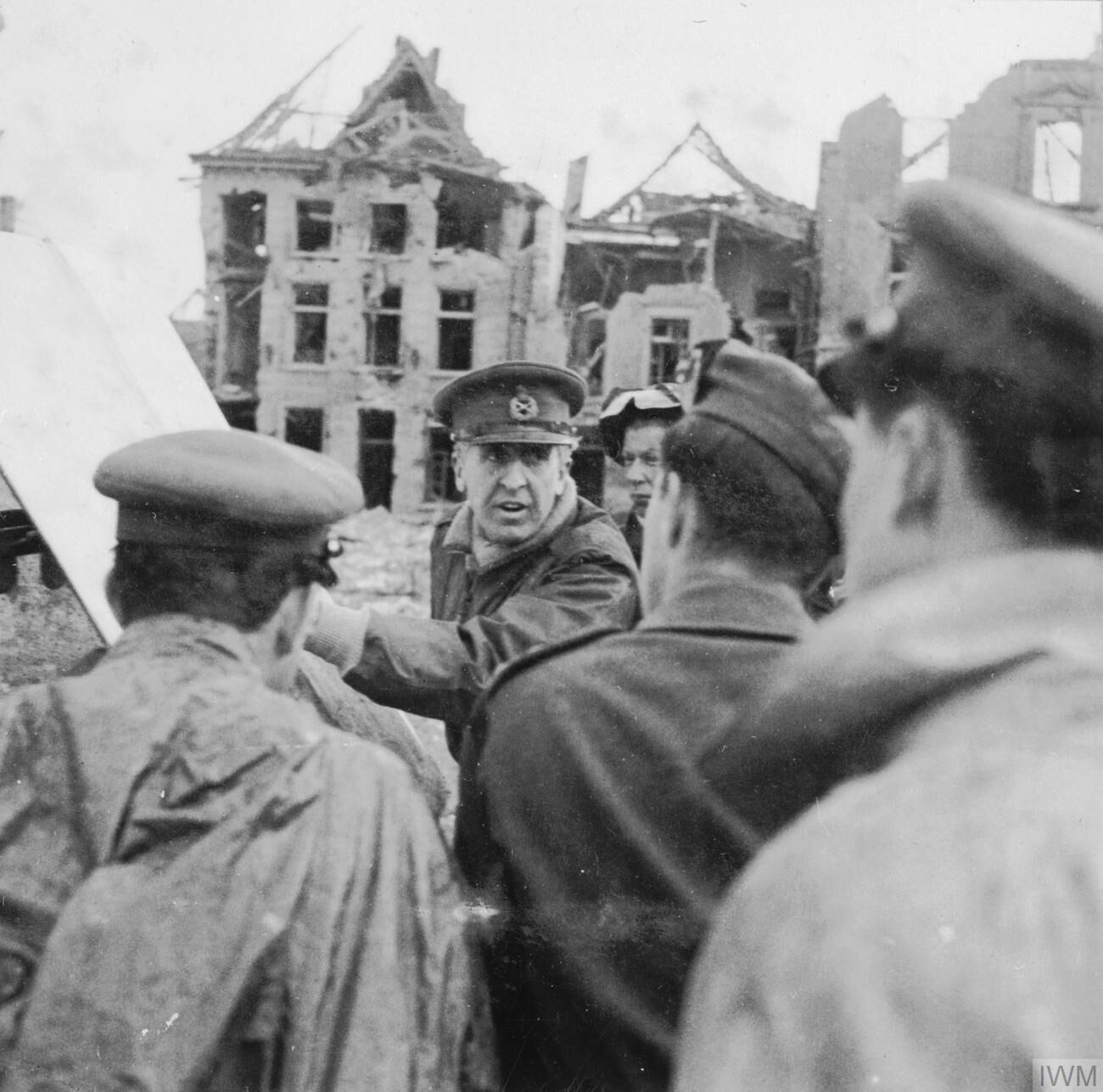
Luitenant-generaal Horrocks: commandant van 30e Legerkorps, met zijn commandanten in Rees, aan de oostelijke oever van de Rijn, 26 mei 1945.

## Militaire loopbaan
- Cadet: 1913
- Second Lieutenant: 8 augustus 1914[2]
- Lieutenant: 18 december 1914[2]
- Captain: 1 januari 1917[2]
- Titulair Major: 1 januari 1935[2]
- Major: 25 november 1936[2]
- Titulair Lieutenant-Colonel: 1 juli 1937[2]
- Waarnemend Lieutenant-Colonel:
  - 5 oktober 1939 - 6 december 1939[2]
- Lieutenant-Colonel: 7 december 1939[2]
- Waarnemend Colonel:
  - 17 juni 1940 - 16 december 1940[2]
- Tijdelijk Colonel:
  - 17 december 1940 - 27 mei 1941[2]
- Colonel: 28 mei 1941[2]
  - Anciënniteit: 1 juli 1940[2]
- Waarnemend Brigadier:
  - 17 juni 1940 - 16 december 1940[2]
- Tijdelijk Brigadier:
  - 17 december 1940 - 26 juni 1942[2]
- Waarnemend Major-General:
  - 27 juni 1941 - 26 juni 1942[2]
- Tijdelijk Major-General:
  - 27 juni 1942 - 12 augustus 1943[2]
- Waarnemend Major-General:
  - 13 augustus 1943 - 26 augustus 1944[2]
- Major-General: 27 augustus 1944[2]
  - Anciënniteit: 1 maart 1944[2]
- Oorlogsduur Lieutenant-General:
  - 13 augustus 1942 -12 augustus 1943[2]
- Tijdelijk Lieutenant-General:
  - 13 augustus 1943 - 16 november 1943[2]
  - 3 augustus 1944 - 1945?[2]
- Lieutenant-General: 12 februari 1946 (gedateerd 29 december 1944) (uitdiensttreding 13 januari 1949)[2]

## Decoraties
- Ridder Commandeur in de Orde van het Bad op 9 juni 1949 
  - Lid op  5 augustus 1943
- Ridder Commandeur in de Orde van het Britse Rijk op 5 juli 1945
- Orde van Voorname Dienst op 31 december 1942
- Military Cross op 30 januari 1920
- Commandeur in de Orde van George I op 20 juni 1944
- Ridder Grootofficier in de Orde van Oranje-Nassau op 17 oktober 1946 (Nederland)
- Grootofficier in de Kroonorde met Palm op 16 januari 1947 (België)
- Oorlogskruis op 16 januari 1947 (België)
- Commandeur in het Legioen van Eer (Frankrijk)
- Croix de guerre (1939-1945) (Frankrijk)
- Legioen van Verdienste (Verenigde Staten)
- 1914 Ster[2]
- Britse Oorlogsmedaille[2]
- Overwinningsmedaille[2]
- 1939-1945 Ster[2]
- Afrika Ster[2]
- Frankrijk en Duitsland Ster[2]
- Defensiemedaille[2]
- War Medal 1939-1945[2]